# 3127 Bagration
3127 Bagration је астероид главног астероидног појаса чија средња удаљеност од Сунца износи 2,598 астрономских јединица (АЈ).
Апсолутна магнитуда астероида је 12,2.